# Conrad Ier de Zähringen
Pour les articles homonymes, voir Conrad Ier.
Conrad Ier de Zähringen, né vers 1090 et mort le 8 janvier 1152 à Constance, est un duc de Zähringen en 1122 et comte de Bourgogne de 1128 à sa mort. 

## Biographie

### Origines
Conrad est le fils cadet du duc Berthold II de Zähringen et d'Agnès de Rheinfelden. En 1120, il fonda Fribourg-en-Brisgau avec son frère Berthold III de Zähringen.

### Action politique
Il succéda à son frère Berthold III de Zähringen en 1122 en tant que duc de Zähringen. Après la mort en 1127 de son neveu comte palatin Guillaume III de Bourgogne, dit l'Enfant, fils de sa sœur Agnès de Zähringen, il revendique le comté de Bourgogne, qui lui est accordé en 1128 par l'empereur Lothaire III du Saint Empire, pour mieux isoler la famille Staufen, ses rivaux dans le sud de l'Allemagne.

## Mariage et descendance
Conrad de Zähringen épouse Clémence de Luxembourg-Namur fille de Godefroi Ier de Namur, de qui il a :
- Conrad (? - 4 janvier 1140) ;
- Berthold IV de Zähringen (? - 1186) ;
- Adalbert (? - après 1195), duc de Teck ;
- Raoul (Rudolf) (vers 1135 - Herdern 5 août 1191), évêque de Mayence et prince-évêque de Liège ;
- Hugues (? - 5 février 1152), duc d'Ulmbourg ;
- Clémence (? - 1173/75), elle épouse en premières noces en 1147 Henri XII de Bavière (1129/31 - 1195), puis en secondes noces Humbert III de Savoie (1136-1189).

### Source
- Anthony Stokvis, Manuel d'histoire, de généalogie et de chronologie de tous les États du globe, depuis les temps les plus reculés jusqu'à nos jours, préf. H. F. Wijnman, Israël, 1966, chapitre VIII et tableau généalogique n° 105 « Généalogie de la Maison de Bade, I ».